# 진식 (후한)
진식(陳寔, 104년~186년 9월 16일(음력 8월 15일))는 후한 시대의 사람으로 진기와 진심의 아버지이고, 진군의 할아버지이다. 
관련된 고사성어로는 양상군자, 난형난제 등이 있다.

## 전기 자료
- 《후한서》 권62, 열전52, 진식
- 채옹, 진태구비문(《문선》 권58)

## 같이 보기
- 진패선
- 현장